# London Spy
London Spy är en brittisk kriminal- och dramaserie vars första och enda säsong hade premiär den 9 november 2015. Säsongen som är skapad av Tom Rob Smith bestod av fem avsnitt.

## Handling
Serien kretsar kring två unga män som av en slump möter varandra och inleder en romans. Danny är ung, social som festar och lever ett liv i överflöd. Alex är hans raka motsats. När Alex plötsligt försvinner vänds Dannys liv upp och ner.

## Rollista (i urval)
- Ben Whishaw – Daniel "Danny" Edward Holt
- Jim Broadbent – Scottie
- Edward Holcroft – Alistair "Alex" Turner
- Samantha Spiro – Detective Taylor
- Lorraine Ashbourne – Mrs. Turner / Nanny
- David Hayman – Mr. Turner / Groundsman
- Clarke Peters – the American
- Charlotte Rampling – Frances Turner
- Mark Gatiss – Rich
- Harriet Walter – Claire
- James Fox – James
- Adrian Lester – Professor Marcus Shaw
- Riccardo Scamarcio – Doppelganger
- Josef Altin – Pavel
- Zrinka Cvitešić – Sara
- Michaela Coel – journalist